# And Then We Kiss
And Then We Kiss – jedyny singel z szóstego albumu amerykańskiej piosenkarki Britney Spears – B In The Mix – The Remixes. Piosenka wydana na płycie z remiksami największych przebojów artystki. Początkowo utwór ten miał trafić na album In The Zone, lecz uznano, że nie pasuje on do reszty materiału. Piosenka została wydana na płycie winylowej i kompaktowej.
We wrześniu 2011 producent utworu Mark Taylor udostępnił na swojej stronie internetowej oryginalną, nie zremiksowaną wersję piosenki.
Singel nie posiada teledysku, przez co nie był w ogóle promowany. Wstępna koncepcja videoklipu miała przedstawiać Britney jako królową w średniowiecznym zamku. Teledysk jednak nie powstał.

## Pozycje singla
| Notowanie/Lista                  | Pozycja |
| -------------------------------- | ------- |
| Izrael Airplay Chart             | 1       |
| Indonezja (88.4 Dżakarta)        | 1       |
| Południowa Afryka Airplay Chart  | 6       |
| Tokyo Hot 100                    | 11      |
| Liban Airplay Chart              | 11      |
| Rosja Airplay Chart              | 12      |
| U.S. Billboard Hot Dance Airplay | 15      |
| Meksyk Airplay Chart             | 74      |
| Chile Airplay Chart              | 81      |
| Europa Hot 100 Singles           | 180     |

## Singel
Europejska wersja CD
1. „And Then We Kiss” [Junkie XL Mix] – 4:28
2. „Me Against The Music” (feat. Madonna) [Justice Extended Mix] – 4:08
3. „Touch Of My Hand” [Bill Hamel Remix] – 5:20
4. „Toxic” [Peter Rauhofer Reconstruction Mix Edit] – 6:45
5. „Breathe On Me” [Jacques Lu Cont’s Thin White Duke Mix] – 3:55

Amerykańska wersja Winylowa
1. „And Then We Kiss” [Junkie XL Mix] – 4:28
2. „And Then We Kiss” [Junkie XL Mix Instumental] – 4:28
3. „And Then We Kiss” [Junkie XL Undressed Mix] – 4:41
4. „And Then We Kiss” [Junkie XL Undressed Mix Instrumental] – 4:41